# Гостомельська селищна територіальна громада
Гостомельська селищна територіальна громада — територіальна громада в Україні, в Бучанському районі Київської області. Адміністративний центр — селище Гостомель.
Площа громади — 66,56 км², населення — 25 841 особа (2020).
Утворена 12 червня 2020 року шляхом об'єднання Гостомельської селищної ради Ірпінської міськради, Озерської сільської ради Бородянського району та Горенської сільської ради Києво-Святошинського району.

## Населені пункти
У складі громади 1 селище (Гостомель) і 3 села:
- Горенка
- Мощун
- Озера

## Старостинські округи
- Горенський
- Мощунський
- Озерський